# Karkkila
Karkkila (szw. Högfors) – miasto w Finlandii. 23 listopada 1966 roku urodził się tam Markku Uusipaavalniemi, fiński curler i polityk.